# The King Bees (Band)
The King Bees waren eine in den 1960er Jahren in New York ansässige Rhythm-and-Blues-Musikgruppe.

## Geschichte
Die King Bees wurden um 1964 gegründet und bestanden aus Danny Kortchmar alias Danny Kootch (Gitarre), Joel O’Brien alias Bishop (Schlagzeug), Dickie Frank (Bass) und John McDuffy (Gesang und Orgel).
Nach der Auflösung der Band spielten Kortchmar und O’Brien gemeinsam in The Flying Machine weiter; deren Frontmann war der damals noch unbekannte James Taylor.
Danny Kortchmar schloss sich 1967 den Fugss an, verließ zusammen mit Charles Larkey die Band und zog nach Kalifornien und gründeten The City, die bis 1969 bestand.
Kortchmar und O’Brien agierten 1970 in einer Art Wiedervereinigung unter dem Namen Jo Mama, allerdings mit deutlich veränderter Besetzung.
Joel O’Brien verstarb am 9. September 2004.

## Diskografie
- 1965: That Ain’t Love / What She Does to Me (7", RCA Victor USA 47-8688)
- 1966: Rhythm and Blues / On Your Way Down to Drain (7", RCA Victor USA 47-8787)
- 1966: Lost in the Shuffle /  Hardly - Part III (7", RCA Victor USA 47-8979)[6]
- 1966: The King Bees (EP, RCA Victor France 86.521)